# Neoalsomitra
Neoalsomitra es un género con 23 especies de plantas con flores perteneciente a la familia Cucurbitaceae. 

## Especies seleccionadas
| - Neoalsomitra angustipetala - Neoalsomitra balansae - Neoalsomitra beccariana - Neoalsomitra capricornica - Neoalsomitra clavigera - Neoalsomitra integrifoliola - Neoalsomitra muelleri - Neoalsomitra philippinensis - Neoalsomitra plena - Neoalsomitra podagrica - Neoalsomitra pubescens | - Neoalsomitra pubigera - Neoalsomitra rotundifoliola - Neoalsomitra sarcophylla - Neoalsomitra schefferiana - Neoalsomitra schultzei - Neoalsomitra simplex' - Neoalsomitra simplicifolia - Neoalsomitra stephensiana - Neoalsomitra suberosa - Neoalsomitra timorana - Neoalsomitra tonkinensis - Neoalsomitra trifoliolata |